# Deo Optimo Maximo
Deo optimo maximo е латинска фраза, която често се появява под формата на акронима DOM или Deo Opt. Max.
Фразата означава:
- „На най-великия и най-добър бог“
- „На Бога – най-добрия, най-великия“
- „Богу – най-добрия, най-великия“

– в смисъл посветен/а/о на Бога. Думите „добър“ и „велик“ могат да се преведат и като „милостив“ и „възвишен“ (например: „На Бога (посветен) – най-милостивия и най-възвишен“).
Първоначално се използва като езическа фраза, адресирана до бог Юпитер. Когато Римската империя е била езическа държава, към Юпитер, върховният бог на езическия пантеон, са се обръщали с фразата: Iupiter Optimus Maximus или Iovi Optimo Maximo (I.O.M). Когато Римската империя приема монотеизма под формата на християнството като своя държавна религия, тази фраза започва да се използва в обръщения към християнския Бог. Използването ѝ продължава дълго след падането на Римската империя, тъй като латинският език остава църковният и научен език в Централна и Западна Европа.
Така фразата и нейната абревиатура могат да се срещнат в много църкви и други свещени сгради от епохата на Ренесанса и Ранното ново време особено върху саркофази и погребални дарове, особено в Италия и Малта.
Съкращението DOM се среща и върху бутилки от известния френски ликьор Бенедиктин.